# Rayon de soleil dans la pièce bleue
Rayon de soleil dans la pièce bleue, ou La Lumière du soleil dans la chambre bleue – en danois Solskin i den blå stue –, est un tableau réalisé par la peintre danoise Anna Ancher en 1891. Cette huile sur toile est un intérieur dont la composition est centrée sur les jeux de la lumière du soleil sur un mur ainsi que le sol d'une pièce décorée en bleu. Entre les deux fenêtres par lesquelles elle y pénètre figure une fillette blonde absorbée par son crochet. Il s'agit d'Helga, la fille de l'artiste et de son époux, Michael Peter Ancher. L'œuvre est conservée au musée de Skagen, à Skagen.